# Лисак Зінаїда Петрівна
Зінаї́да Петрі́вна Лиса́к (Загрецька; нар. 20 липня 1930, Запоріжжя — пом. 10 липня 2006, Одеса) — українська співачка (мецо-сопрано), народна артистка УРСР (1978).

## Життєпис
1953 — закінчила Одеську консерваторію (клас професорки І. Райченко-Скуфаті).
1953—1988 — солістка Одеського театру опери та балету. Також виступала як концертна співачка.
Зінаїда Лисак — одна з найкращих українських мецо-сопрано 1950–1980-х років.
1971 року їй було присвоєно звання заслуженої артистки УРСР.
1978 року удостоєна звання народної артистки Української РСР.

## Партії
- Амнеріс, Азучена, Еболі, Ульріка («Аїда», «Трубадур», «Дон Карлос», «Бал-маскарад» Дж. Верді)
- Графиня («Винова краля» П. Чайковського)
- Кармен («Кармен» Ж. Бізе)
- Кланя («Жорстокість» Б. Кравченка)
- Кончаківна («Князь Ігор» О. Бородіна)
- Любаша («Царева наречена» М. Римського-Корсакова)
- Марина Мнішек («Борис Годунов» М. Мусоргського)
- Мати («Арсенал» Г. Майбороди)
- Оксана («Загибель ескадри» В. Губаренка)
- Ковалиха («Вірне кохання»)
- Хівря («Семен Котко» С. Прокоф'єва)
- Нянька панночки («Вій» за М. Гоголем)